# James Smithson
Ne doit pas être confondu avec Robert Smithson.
James Smithson, né Jacques-Louis Macie vers 1765 à Paris et mort en 1829, est un chimiste anglais et homme de sciences britannique.

## Biographie

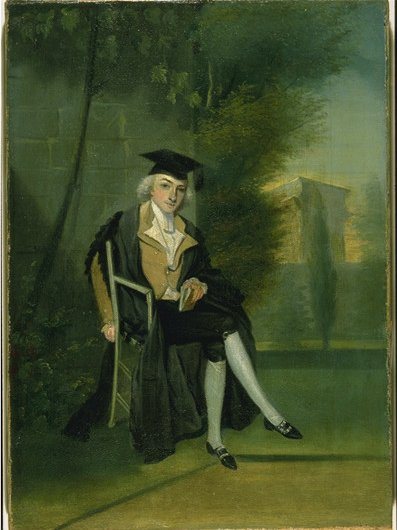
James Smithson à 21 ans, frais émoulu de l'université d'Oxford, par James Roberts.

Ce fils illégitime du premier duc de Northumberland et d’Elisabeth Hungerford Keate Macie, nièce du duc de Somerset, tenu à l’écart des salons de la haute société mais généreusement subventionné, se révèle être est un élève curieux et studieux, qui, après des études scientifiques et médicales au Pembroke College (Oxford) de 1782 à 1786,, décide de poursuivre des recherches en chimie, en cristallographie et en géologie.
Il se consacre aussi tout au long de sa vie à des travaux scientifiques de qualité en mathématiques, en physique, en sciences économiques et historiques. Il les publie souvent dans des livres magnifiques. Ses autres travaux, outre ses trente mémoires connus, ont été publiés dans les Annals of philosophy de Thomson, les Annals of Chemistry and Physics, le Journal of medical Chemistry.

## Travaux de chimiste
James Smithson est reconnu pour l’importance de ses travaux en chimie et en médecine légale : il rivalise avec William Hyde Wollaston en mettant au point de multiples analyses et manipulations.
Il découvre le minium natif, la composition de la zéolite, de l’ulmine et des tabachirs (concrétions siliceuses des bambous). Ses découvertes ont fait de la calamine un vrai minéral.
Il a mis au point des procédés efficaces pour la découverte de poisons. À titre d’exemple, ses tests pour l’arsenic As et le mercure Hg étaient encore placés en référence dans la Toxicologie d'Orfila, un demi-siècle après sa mort.

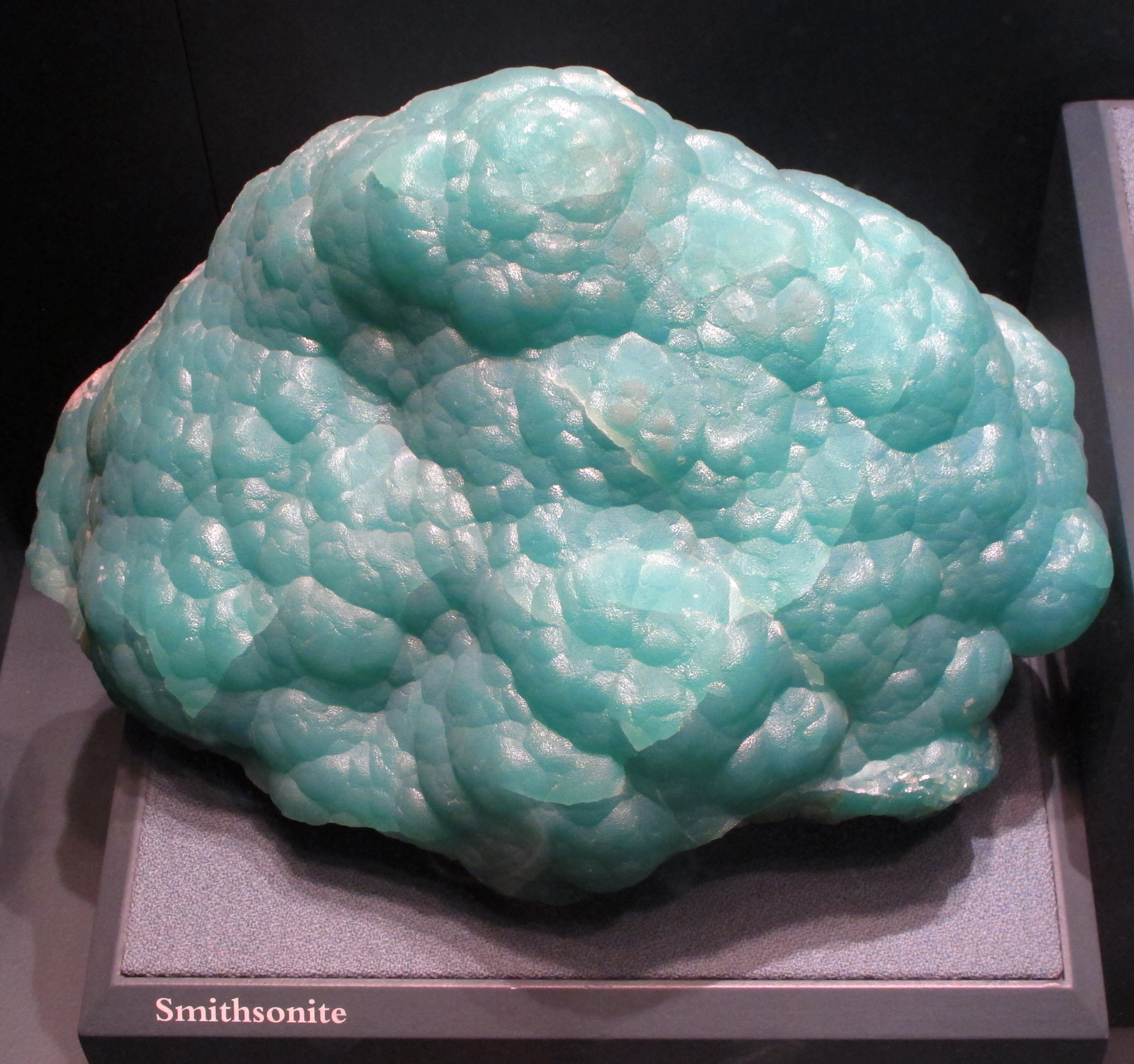
La smithsonite

## Postérité
- Par son testament de 1826, James Smithson lègue une fortune de 100 000 livres sterling à une éventuelle institution américaine qui se consacrerait à promouvoir la science. Son vœu, compromis par un procès entre le notaire et ses héritiers en ligne indirecte, ne se réalise que dans les années 1840 lorsque des membres du Congrès des États-Unis, initialement mal informé, se décident à s’enquérir de ce curieux legs. En 1846, un apport de l’État américain permet la création de la Smithsonian Institution. Les motivations de cette donation sont à ce jour inconnues : Smithson ne s’est en effet jamais rendu aux États-Unis et ne semble pas avoir entretenu de correspondance avec des scientifiques américains. On sait seulement qu’à Oxford il fréquentait l’Ashmolean Museum et qu’ayant toujours porté intérêt aux idéaux de l’instruction publique et de la démocratie, il fut enthousiasmé par la création à Paris (où il était né) d’un « Muséum central des arts de la République » et d’un « Muséum national d'histoire naturelle ». Par la suite, il souhaita favoriser l’émergence d’une institution similaire en Amérique, pays neuf et encore dépourvu de grandes institutions de ce type[8].
- Un minéral, le carbonate de zinc, lui est dédié : la smithsonite.